# Toray Pan Pacific Open 2002
Toray Pan Pacific Open 2002 — жіночий тенісний турнір, що проходив на закритих кортах з килимовим покриттям у Токійському палаці спорту в Токіо (Японія). Це був 19-й за ліком Toray Pan Pacific Open. Належав до турнірів 1-ї категорії в рамках Туру WTA 2002. Тривав з 26 січня до 3 лютого 2002 року. Перша сіяна Мартіна Хінгіс здобула титул в одиночному розряді.

## Фінальна частина

### Одиночний розряд
Мартіна Хінгіс —  Моніка Селеш, 7–6(8–6), 4–6, 6–3
- Для Хінгіс це був 2-й титул в одиночному розряді за рік і 40-й — за кар'єру.

### Парний розряд
Ліза Реймонд /  Ренне Стаббс  —  Елс Калленс /  Роберта Вінчі, 6–1, 6–1